# Teroristický útok v Londýně v červnu 2017
K teroristickému útoku v Londýně v sobotu 3. června došlo mezi 22.08 a 23.46 BST v jižní části města. Nejdříve najela bílá dodávka se třemi teroristy uvnitř do chodců na London Bridge a několik jich zranila. Odsud se teroristé přesunuli do tržnice a nákupní zóny Borough Market, kde vystoupili z dodávky a pobodali několik lidí. Zde policie všechny tři útočníky zastřelila. Ti byli příslušníci radikálního islámu. Tento útok si vyžádal 11 mrtvých včetně tří útočníků a dalších 48 zraněných, z toho 21 vážně.
Tento útok nebyl spáchán střelnými zbraněmi, nýbrž autem, kuchyňským nožem a lepicí páskou. Útočníci na sobě měli falešné sebevražedné vesty.

## Předchozí události
V roce 2017 se staly před tímto útokem ve Spojeném království dva další incidenty, jeden v březnu v Londýně a jeden v květnu po koncertu v Manchesteru. Britská policie od března 2017 do tohoto útoku zamezila dalším pěti věrohodným pokusům o teroristický čin.

## Útok

### London Bridge
Vypůjčená bílá dodávka značky Renault najela v 22.08 BTS na most London Bridge v rychlosti přibližně 80 km/h do chodců, kterých 5 až 6 srazila, 3 z nich zemřeli. Lidé v panice skákali z mostu do Temže. Dodávka následně odjela k tržišti Borought Market.
Po incidentu byl uzavřen London Bridge a také sousední most Southwark Bridge. Na žádost policie byla uzavřena také stanice metra London Bridge, dále stanice Banks.

### Borough Market

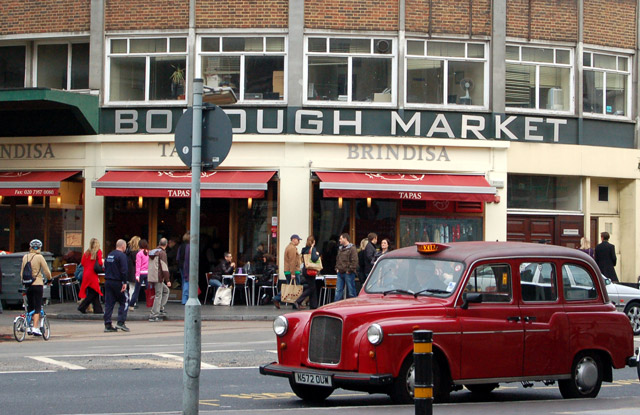
Jižní fasáda tržnice Borough market

Útočníci z London Bridge po pár set metrech vystoupili v tržnici Borough Market. Pobodali v barech a restauracích několik lidí. Setkali se i s odporem, lidé na ně házeli židle či nádobí. Přibližně za dvě minuty k útoku dorazila policie, všichni tři útočníci byli zastřeleni. Při zásahu použilo zbraň 8 policistů, kteří vystřelili celkem padesátkrát, kromě pachatelů postřelili i jednoho civilistu, který však nebyl v ohrožení života.
Policie ve 23.46 BST vyzvala veřejnost, aby urychleně omezila pohyb v ulicích Londýna a unikla do bezpečí. Útoky byly v 00.25 BST prohlášeny policií za teroristický čin.

## Vauxhall
Třetí incident byl hlášen v přibližně 23.00 BTS ve čtvrti Vauxhall, ten ale nesouvisel s teroristickými útoky. Zde policie zasahovala kvůli pobodání.

## Následky a reakce
Den po útocích britská premiérka Theresa Mayová předsedala schůzi vládního výboru pro mimořádné situace COBRA. Vyhlásila také, že je nutné začít intenzivní boj s propagandou radikálního islámu zejména v oblasti kyberprostoru. Britské politické strany na den přerušily kvůli sobotnímu atentátu v Londýně celonárodní kampaň před čtvrtečními předčasnými parlamentními volbami.
Americký prezident Donald Trump na svém Twitteru přislíbil, že USA udělají vše, co je v jejich silách, aby Británii pomohly při londýnském dramatu. Stejně tak vyjádřili soustrast mj. Emmanuel Macron a za českou vládu Bohuslav Sobotka.
Na mostech v centru Londýna byly kvůli tomuto útoku nainstalovány bariéry, které chrání chodce před dalšími útoky.

## Útočníci
Tento teroristický čin vykonali 3 teroristé.
| Jméno              | Původ    | Občanství          | Věk | Poznámky |
| ------------------ | -------- | ------------------ | --- | --- |
| Khuram Shahad Butt | Pákistán | Spojené království | 27  | Již 2 roky před útokem byl monitorován policií a britskou tajnou službou MI5. Měl britské občanství, lidé kolem něj varovali před jeho chováním. |
| Rachid Redouan     | Libye    | Libye Maroko       | 30  | Měl druhou falešnou identitu Rachid Elkhdar – té mělo být 24 let a pocházela z Maroka. Do roku 2015 žil v Irsku.                                 |
| Youssef Zaghba     | Maroko   | Itálie             | 22  | Narodil se v Maroku, žil v Itálii. |

## Oběti
Policie informovala o sedmi bezprostředních obětech na životě. Z dalších desítek zraněných bylo 21 v kritickém stavu. První obětí, jejíž identita byla zveřejněna, se stala třicetiletá Kanaďanka Chrissy Archibaldová, kterou srazila dodávka na London Bridge, kde byla se svým snoubencem. Z mostu také dodávka srazila do řeky pětačtyřicetiletého Francouze Xaviera Thomase, který tam byl rovněž se snoubenkou. Dalšími dvěma mrtvými Francouzi byli číšník Alexandre Pigeard a šestatřicetiletý kuchař Sébastien Belanger. Další oběť v důsledku pobodání byla 28letá Australanka Sara Zelenak, která pracovala v Londýně jako chůva.
Mezi hospitalizovanými zraněnými byl ekonomický novinář listu Sunday Express a specialista na bojová umění Geoff Ho, který s útočníky bojoval. Zraněn a v kritickém stavu byl také jeden dopravní policista a další policista, který byl mimo službu. Média rovněž referovala o dalším hospitalizovaném, 47letém Royi Larnerovi, který se útočníky pokoušel zastavit.